# Estero Paine
El estero Paine es un curso natural de agua que nace en la laguna Paine y fluye con dirección general oeste en la Región Metropolitana de Santiago hasta desembocar en el río Angostura de la cuenca del río Maipo.

## Trayecto
Nace en la laguna Paine y recibe aguas de varias quebradas en su curso superior,entre ellas la quebrada del Inca y la quebrada Escorial. Los cerros que drena alcanzan alturas de 1800 m a 2000 m. Desfoga en el río principal al norte del cerro Challay, de 1258 metros de altura. El lecho de su cuenca inferior presenta problemas de embancamiento y saneamiento.: 341 

## Historia
Francisco Astaburuaga escribió en 1899 en su obra póstuma Diccionario geográfico de la República de Chile sobre el río:
Paine (Riachuelo de).-—Corriente de agua de corto curso y caudal en la parte sudeste del departamento de Maipo. Tiene origen entre los cerros de la falda occidental de los Andes al lado norte de la garganta de Angostura y al E. de la estación del Hospital. Se dirige hacia el O., forma á la salida de esa falda una curiosa rebalsa, llamada lagunillas de Culitrín, pasa próximo al N. de esa estación y va á unirse con el río de dicha Angostura á unos cinco kilómetros al NO. de ella y á poco mayor distancia de la confluencia de ese río con el Maipo. En su parte superior tiene un fundo de su nombre, el cual significa color azulado ó celeste.
Luis Risopatrón lo describe en su Diccionario jeográfico de Chile (1924):: 616 
Paine (Estero de). Es de corto curso i caudal, nace en la laguna del mismo nombre, baña un estenso fundo, se dirige hacia el W, es cruzado por el ferrocarril central a poca distancia al norte de la estación de aquel nombre i se vacia en la margen N de la parte superior del estero de La Angostura del río Maipo.

## Población, economía y ecología
Parte de su cuenca esta protegida como santuario de la naturaleza El Ajial.